# Snam
La Snam (Snam est l'acronyme de Società nazionale Metanodotti, Borsa Italiana : SRG) est la principale entreprise italienne de transport de gaz naturel, et l'unique opérateur de liquéfaction de gaz naturel liquide en Italie.
Son siège social se trouve à San Donato Milanese, dans la province de Milan en Lombardie.

## Histoire
Snam a été fondée le 30 octobre 1941 à San Donato Milanese, en Lombardie, sous le nom de Società Nazionale Metanodotti.
Le 1er juin 2001, elle a changé de nom pour devenir Snam Rete Gas. Elle est cotée à la Borsa Italiana depuis le 6 décembre 2001. Le 1er janvier 2012, elle a été rebaptisée avec le nom original de Snam.
En avril 2019, Snam a lancé la première injection d'hydrogène et de gaz naturel dans le gazoduc, le premier test commercial en Europe d'un mélange d'hydrogène et de méthane dans un réseau à haute pression.
En juillet 2021, SNAM annonce l'acquisition de 11 unités de production de biogaz à Asja Ambiente pour 350 millions d'euros.

## Filiales
En France, SNAM exploite le principal réseau de gazoducs et sites de stockage de gaz naturel dans le sud-ouest de la France, via sa filiale Teréga, ex TIGF.